# Estadi de Son Moix
Estadi de Son Moix, tidigare känd som Iberostar Stadium och Ono Estadi, är en fotbollsarena i Palma de Mallorca. 
Arenan färdigställdes 1999, inför Sommaruniversiaden 1999, och är sedan dess hemmaplan för RCD Mallorca efter en överenkommelse med kommunen att använda den i stället för Estadio Lluis Sitjar. Kapaciteten är 23 142 åskådare och den ligger i industriområdet Can Valero, 3 km från centrala Palma.